# Tanvoussé (Béguédo)
Pour les articles homonymes, voir Tanvoussé (homonymie).
Tanvoussé est une localité située dans le département de Béguédo de la province du Boulgou dans la région Centre-Est au Burkina Faso.

## Histoire
Tanvoussé est administrativement autonomisé du chef-lieu Béguédo en 2006.

## Santé et éducation
Le centre de soins le plus proche de Tanvoussé est le centre de santé et de promotion sociale (CSPS) de Béguédo tandis que le centre médical avec antenne chirurgicale (CMA) se trouve à Garango.
Le village ne possède pas d'école primaire publique, les élèves devant se rendre à Béguédo pour leurs études primaires et secondaires.